# Erigeron speciosus
La "margarita de Oregón"  (Erigeron speciosus) es una especie perteneciente a la familia Asteraceae. Nativa del oeste de América del Norte. 

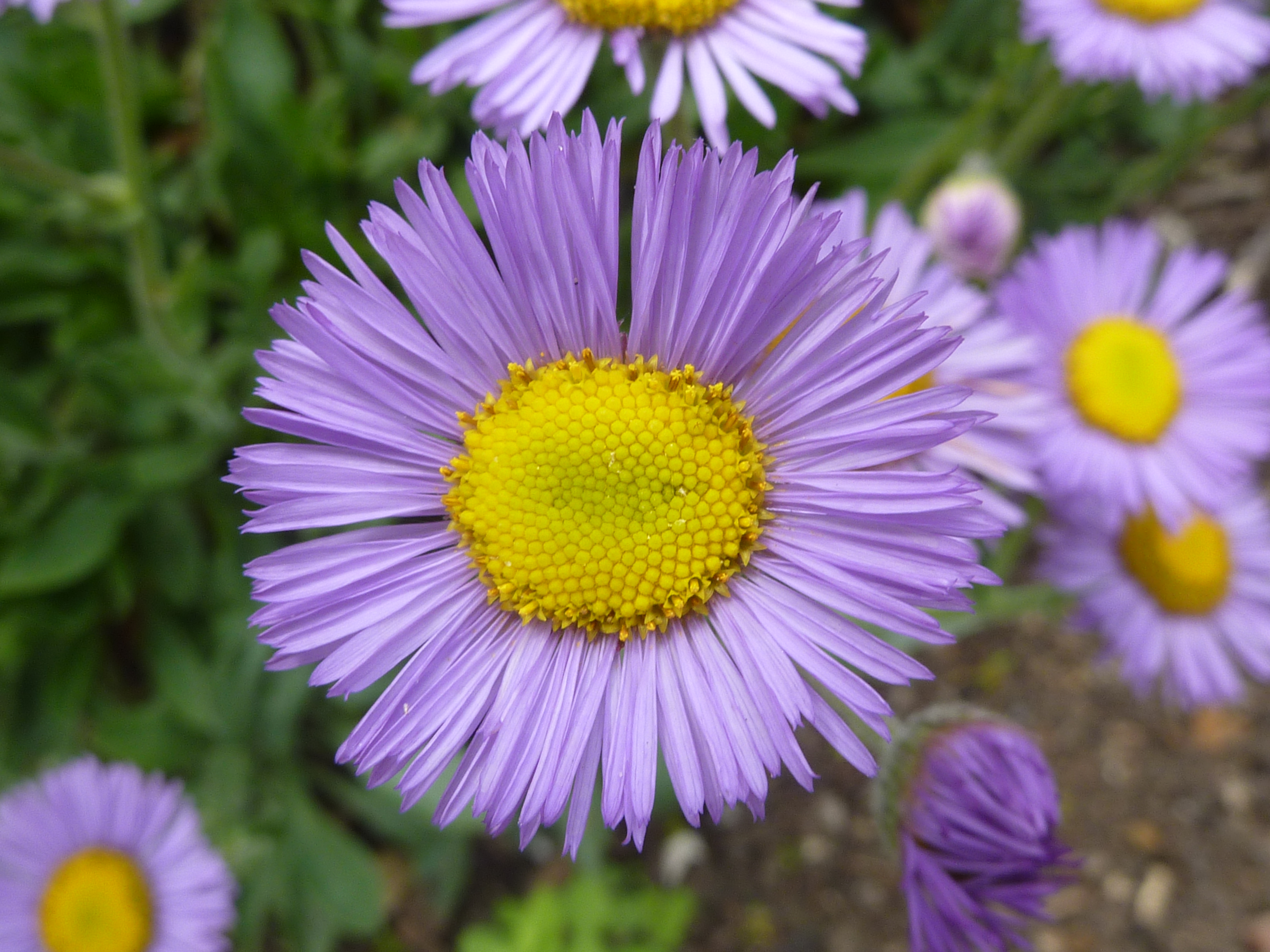
Flor

## Descripción
La altura de esta planta perenne varía de 15 a 75 cm. Durante el verano florece abundantemente con flores de color lila.

## Taxonomía
Erigeron speciosus fue descrita por (Lindl.) DC. y publicado en Prodromus Systematis Naturalis Regni Vegetabilis 5: 284. 1836.
Etimología
Erigeron: nombre genérico que deriva de las palabras griegas: eri = "temprano" y geron =  "hombre viejo", por lo que significa "hombre viejo en la primavera", en referencia a las cabezas de semillas blancas mullidas y la floración temprana y fructificación de muchas especies.
speciosus: epíteto latíno que significa "llamativa".
Sinonimia
- Erigeron conspicuus Rydb.
- Erigeron eucephaloides Greene
- Erigeron grandiflorus Nutt.
- Erigeron leiophyllus Greene
- Erigeron leucotrichus Rydb.
- Erigeron macranthus Nutt.
- Erigeron macranthus subsp. mirus A.Nelson
- Erigeron salicinus Rydb.
- Erigeron subtrinervis subsp. conspicuus (Rydb.) Cronquist
- Erigeron subtrinervis var. conspicuus (Rydb.) Cronquist
- Erigeron villosulus Greene
- Stenactis speciosa Lindl.[4]